# Rechiaire
Rechiaire (en latin Rechiarius, en galicien Requiario et en portugais Requiário) est le roi du royaume suève de 448 jusqu'à sa mort en 456.

## Biographie
Rechiaire est le premier roi suève converti au christianisme nicéen, avant Clovis, roi des Francs. À la suite de la campagne du roi wisigoth Théodoric (chrétien arien pour sa part) en 446 contre les Suèves aux côtés des Romains, Rechiaire, pour éviter que cela ne se reproduise, épouse en 448-449 l'une des filles de Théodoric. Le mariage a lieu en territoire wisigoth mais aussitôt après, les hostilités reprennent et, sur le chemin du retour, Rechiaire pille Saragosse et annexe Ilerda.
En 449, Rechiaire dévaste la Vasconie.
À la demande de l'empereur Eparchus Avitus, le roi wisigoth Théodoric II attaque les Suèves en 456 et les écrase près d'Astorga, sur la rivière Órbigo, le 6 octobre. Prenant la capitale suève, Braga, il fait prisonnier Rechiaire et l'exécute.
À partir de ce moment, le royaume suève perdure, mais est divisé en deux parties séparées par le fleuve Minho :
- au sud du fleuve, une région sous influence wisigothe est dirigée par Agiulf, vassal de Théodoric II ;
- au nord du fleuve, une région suève indépendante est dirigée par Framta.

Ces deux parties adverses se livrent durant huit ans une guerre sans merci qui s'achève par leur réunification en 464 sous le règne de Rémismond.